# Медведівський замок
Медведівський замок — невеликий замок, збудований у Медведівці, раніше називався Данилів або Данилоград на річці Тасьмин.

## Опис
У колишньому містечку Медведівка не залишилося жодних матеріальних слідів його давньої історії, окрім вже напівзруйнованих ровів на річці Тясьмин, які свідчать про те, що тут був замок, та дуже старої дерев'яної каплички в стіні рову, яка вже наприкінці XIX століття була порожньою.

## Виноски
1. 1 2  Sulimierski, Filip (1880-1902). Słownik geograficzny Królestwa Polskiego i innych krajów słowiańskich, t. VI. Warszawa. с. 232-35.